# Maxine Brown (1939)
Maxine Ella Brown (Kingstree (South Carolina), 18 augustus 1939) is een Amerikaanse soulzangeres.

## Loopbaan
Brown begon als kind te zingen. Toen ze tiener was zong ze bij twee gospelgroepen, The Manhattans en The Royaltones. In 1960 tekende ze een platencontract bij het platenlabel Nomar. Haar zelfgeschreven nummer All In My Mind werd een hit. Funny werd de tweede single en kwam op nummer 3 in de Amerikaanse R&B-hitparade. Brown werd een bekende ster en ze tekende in 1962 een platencontract bij ABC-Paramount. Daar vertrok ze binnen een jaar en in 1963 tekende ze een contract bij Wand Records.
Bij dat label zong Brown haar beste werk, al kreeg ze de volgende drie jaar weinig hits. Ze zong duetten met Chuck Jackson en de cover Oh No Not My Baby van Carole King en Gerry Goffin. Het label vond Dionne Warwick interessanter en gaf Brown geen aandacht meer. Ondanks haar gebrek aan hits wordt Brown erkend als een van de beste rhythm-and-blues-vocalisten van haar tijd.
De achtergrondzang van Browns platen werd uitgevoerd door Cissy Houston (de moeder van Whitney Houston), de Sweet Inspirations (die ook zongen als achtergrondkoor bij Elvis Presley) en af en toe Nickolas Ashford en Valerie Simpson. Eind 1967 werkte ze korte tijd met  Marvin Gaye nadat diens vaste zangpartner Tammi Terrell door een hersentumor was uitgeschakeld.
In 1969 verliet ze Wand Records en tekende ze een contract bij Commonwealth United, waar ze We Cry Together en I Cannot Get Along Without You uitbracht. Haar platen hadden maar matig commercieel succes en ook door dit platenlabel werd ze daarom verder genegeerd.
Maxine Brown is nog steeds actief als zangeres en zingt ook jazz- en popmuziek.

## Discografie
| Album met eventuele hitnotering(en) in de Nederlandse Album Top 100 | Datum van verschijnen | Datum van binnenkomst | Hoogste positie | Aantal weken | Opmerkingen                        |
| ------------------------------------------------------------------- | --------------------- | --------------------- | --------------- | ------------ | ---------------------------------- |
| Maxine Brown                                                        | 1961                  | -                     |                 |              |                                    |
| The Fabulous Sound of Maxine Brown                                  | 1962                  | -                     |                 |              |                                    |
| Maxine Brown, Irma Thomas & Ronnie Dickerson                        | 1964                  | -                     |                 |              | met Irma Thomas & Ronnie Dickerson |
| Spotlight on Maxine Brown                                           | 1964                  | -                     |                 |              |                                    |
| Maxine Brown's Greatest Hits                                        | 1967                  | -                     |                 |              | Verzamelalbum                      |
| We'll Cry Together                                                  | 1969                  | -                     |                 |              |                                    |
| Blue Ribbon Country, Vol. 1                                         | 1975                  | -                     |                 |              |                                    |
| One in a Million                                                    | 1984                  | -                     |                 |              |                                    |
| Like Never Before                                                   | 1985                  | -                     |                 |              |                                    |
| Oh No Not My Baby: The Best of Maxine Brown                         | 1990                  | -                     |                 |              | Verzamelalbum                      |